# Saint-Roman-de-Codières
Saint-Roman-de-Codières è un comune francese di 188 abitanti situato nel dipartimento del Gard, nella regione dell'Occitania.

## Società

### Evoluzione demografica
Abitanti censiti